# Corema album
Corema album — вид чагарникових рослин з родини вересові (Ericaceae), поширений в Іспанії, Португалії, на Азорських островах, можливо в Марокко й натуралізований у Франції.

## Опис
Маленький, вічнозелений чагарник, зазвичай менше 1 м у висоту; має дуже розгалужені вертикальні гілки, які виділяють медовий запах. Вузькі лінійні листи завдовжки 10 мм і шириною 1 мм, темно-зелені. Квітує у березні–травні. Чоловічі й жіночі квіти в термінальних зв'язках з 5–10 квіток, що з'являються на кінці гілок. Пелюстки блідо-рожеві у чоловічих квітах і зазвичай відсутні у жіночих квітах. У липні–вересні він виробляє невеликий білий фрукт у вигляді м'ясистої, їстівної кістянки.

## Поширення
Поширений в Іспанії, Португалії, на Азорських островах, можливо в Марокко й натуралізований у Франції.